# Heteropygas fasciger
Heteropygas fasciger är en fjärilsart som beskrevs av Paul Dognin 1912. Heteropygas fasciger ingår i släktet Heteropygas och familjen nattflyn. Inga underarter finns listade i Catalogue of Life.